# Карен Кунк
Карен Кунк (народилася в Омахі, штат Небраска, у 1952 році) — художниця, що працює у сфері друкарства та книжкового мистецтва. Її творчість поєднує, трансформує та переосмислює символи природи. У 1975 році вона здобула ступінь бакалавра в Університеті Небраски-Лінкольна.
У своїх роботах Карен Кунк досліджує кольори, форми та структури як природних, так і створених людиною ландшафтів, характерних для нашого суспільства. Вона абстрагує візуальні мотиви цих двох світів, пропонуючи глибше розуміння кожного з них і взаємодії між ними. Її книги, гравюри та інші мистецькі проекти здобули широку популярність і високу оцінку критиків на національному та міжнародному рівнях, а її внесок у світ мистецтва є вагомим.

## Освіта та молодість
Карен Кунк народилася в 1952 році в Омахі, штат Небраска. Вона навчалася та отримала ступінь бакалавра образотворчого мистецтва (BFA) в Університеті Небраски-Лінкольна. Після закінчення бакалаврату вона отримала ступінь магістра образотворчого мистецтва (MFA) в Університеті штату Огайо.

## Кар'єра
Протягом своєї кар'єри Карен Кунк взяла участь у більш ніж 350 національних та міжнародних виставках. 
Вона є лауреатом численних престижних нагород, серед яких: Премія губернатора в галузі мистецтва (2000), Почесна нагорода художника-друкаря від Southern Graphics Council (2007), стипендії Фулбрайта для Фінляндії та Бангладеш, гранти від Національного фонду мистецтв (National Endowment for the Arts), Мистецька премія мера Лінкольна (2016), стипендія Ради мистецтв Небраски Fellowship Master Award, а також індивідуальна стипендія від Arts Council Ohio Artist Fellowship.
Окрім визнання у світі мистецтва, Карен Кунк досягла значних успіхів в академічній діяльності. У 1978 році вона почала викладати гравюру в Коледжі мистецтва та дизайну Колумбуса (Колумбус, Огайо). У 1985 році повернулася до Університету Небраски-Лінкольна, де донині працює професором мистецтв.

## Роботи
Творчість Карен Кунк здобула міжнародне визнання, а її гравюри та роботи у сфері книжкового мистецтва вирізняються інноваційними техніками. Концептуальна основа її творчості зосереджена на дослідженні взаємодії людини з навколишнім середовищем. Карен абстрагує кольори, форми, структури та ідіоми цієї взаємодії, створюючи багатошарові текстури, складні колірні палітри та гармонійні композиції, які розкривають багатогранну історію природи та її зв'язків із людиною. Її роботи регулярно висвітлюються у публікаціях і ЗМІ, отримуючи високу оцінку критиків.
Карен Кунк використовує різноманітні техніки гравюри, зокрема ксилографію, для створення абстрактного стилю, який став характерною рисою її робіт. Одним із прикладів застосування цієї рельєфної техніки є її робота Coral Sanctuary, створена у 2017 році.